# Staten Island Greenbelt

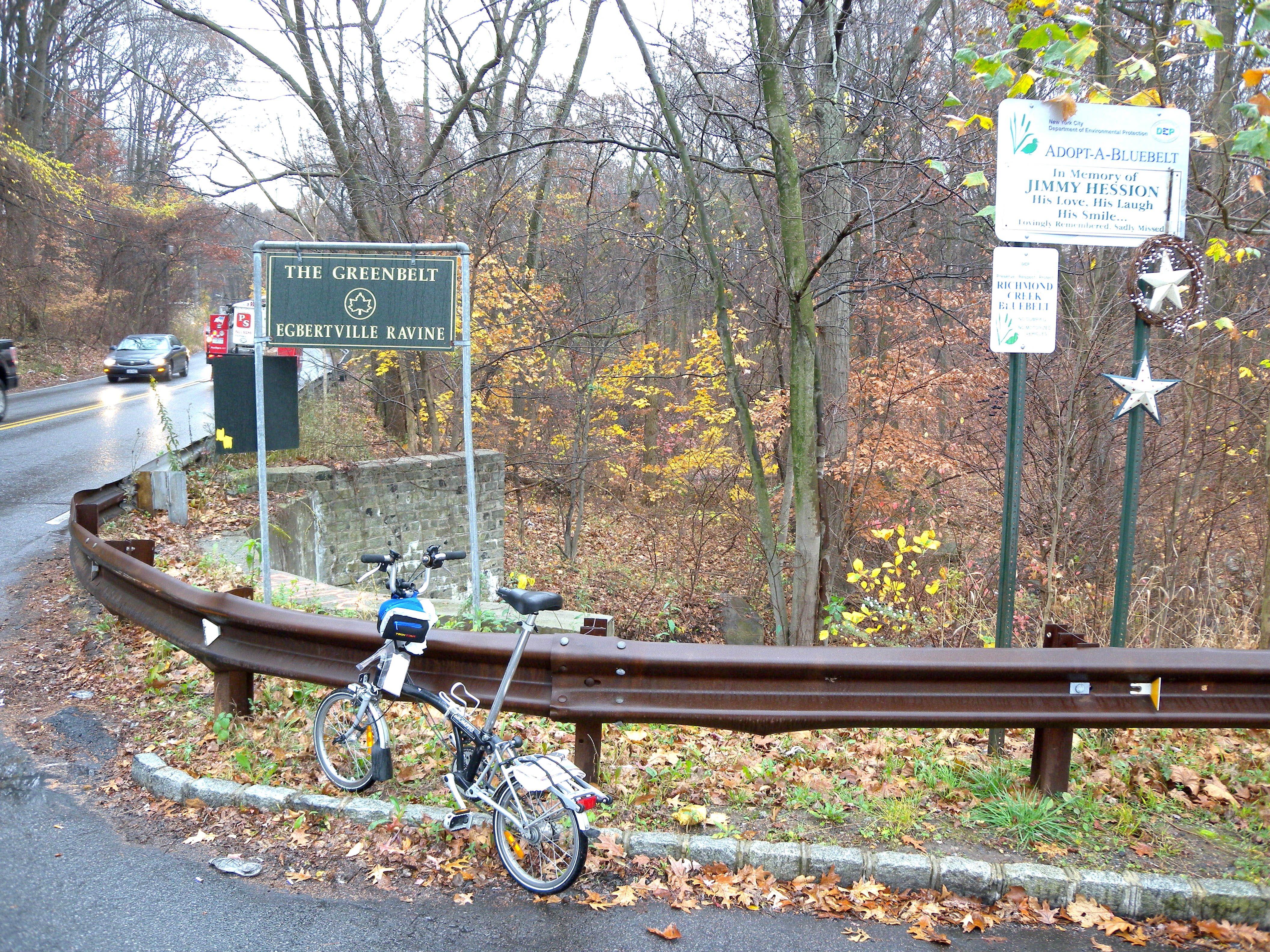
Estrada que cruza o Staten Island Greenbelt.

O  Staten Island Greenbelt é um sistema de parques contíguos existente nos arredores da cidade de Nova Iorque.
Distribue-se pelo borough de Staten Island, cobrindo uma área de 1 100 hectares. A sua manutenção fica a cargo do departamento do parques e recreação do município de Nova Iorque. É neste local onde situa-se a colina Todt Hill, o ponto natural mais elevado de toda a planicie costeira atlântica dos Estados Unidos.